# From Here to Infirmary
From Here to Infirmary (с англ. — «Отсюда в лазарет») — третий студийный альбом американской панк-рок-группы Alkaline Trio, выпущенный 3 апреля 2001 года лейблом Vagrant Records. Это был первый альбом группы, выпущенный на этом лейбле, а также это единственный альбом, в котором участвовал Майк Фелумли, который заменил их предыдущего барабанщика Гленна Портера.
From Here to Infirmary стал первым альбомом Alkaline Trio, попавшим в чарты: он занял 199-е место в Billboard 200 и 9-е место в чарте Independent Albums. Два его сингла с альбома — «Stupid Kid» и «Private Eye» — попали в UK Singles Chart, заняв 53-е и 51-е места соответственно. По состоянию на 2008 год, по данным Nielsen SoundScan, в США было продано 175 000 копий альбома From Here to Infirmary.

## Предыстория и запись

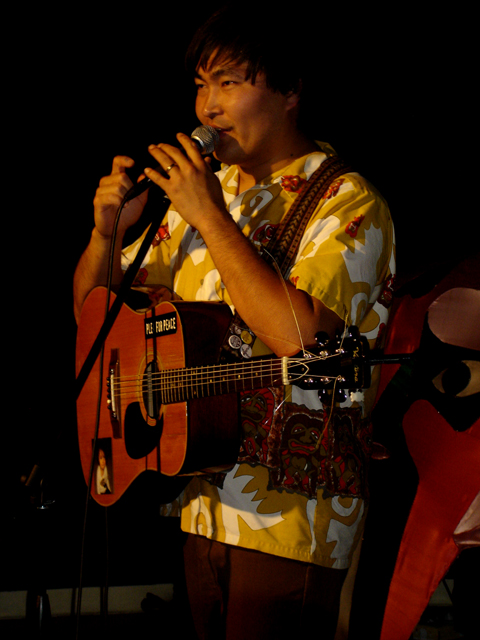
Майк Парк в 2008 году.

Alkaline Trio выпустили свой второй студийный альбом Maybe I’ll Catch Fire в марте 2000 года на лейбле Asian Man Records. За несколько месяцев до его выхода из группы ушёл барабанщик Гленн Портер, и его заменил бывший участник Smoking Popes Майк Фелумли. Через два месяца после выхода альбома по MTV сообщили, что группа подписала контракт с лейблом Vagrant Records. Вокалист и гитарист Мэтт Скиба объяснил, что во время работы на Asian Man они получали множество жалоб от своих фанатов на то, что они не могли купить их пластинки в магазинах. Vagrant были поклонниками группы и помогали им гастролировать с Face to Face. Отдел дистрибуции и пресс-служба этого лейбла предлагали больше, чем мог предоставить основатель Asian Man Майк Парк. Парк даже сказал группе, что им нужно найти лейбл покрупнее, так как продажи и продвижение становились для него обузой.
В последующие месяцы Alkaline Trio продвигали Maybe I’ll Catch Fire, приняв участие в туре с Plea for Peace и Hot Water Music. В конце 2000 года группа отправилась в студию Pachyderm в Каннон-Фолс, штат Миннесота, для записи своего следующего альбома. Мэтт Эллисон и группа выступили в качестве продюсеров при содействии Нила Вейра. Эллисон и группа записали в общей сложности 15 треков, из которых 12 войдут в окончательный трек-лист. Сведением альбома занимался Джерри Финн при содействии Лорана Бишары в Engine Studios в Чикаго, штат Иллинойс. Группа выбрала Финна за его предыдущую работу над Destination Failure — альбомом Smoking Popes несколькими годами ранее. Басист и вокалист Дэн Андриано позже выразил разочарование в качестве записи альбома, своём вокальном исполнении и отсутствии вокальных гармоний; он поставил его на седьмое место из восьми альбомов, которые они выпустили на тот момент.

## Композиция и стиль
В музыкальном плане звучание From Here to Infirmary было описано как поп-панк и панк-рок, с большим акцентом на мелодичность. Скиба объяснил, что группа двигалась в «более попсовом направлении», чего, по его словам, они всегда хотели, и «теперь они просто довели это до совершенства». Андриано считал это поворотным моментом для группы в музыкальном плане: 

From Here to Infirmary определённо начали формировать более прямолинейное рок-звучание. Я думаю, что предыдущие два альбома действительно хороши, но немного затянуты. Я думаю, что From Here to Infirmary — это когда мы с Мэттом поняли, что хотим немного закруглиться, упростить всё и сосредоточиться на том, чтобы бить вас по яйцам нашим роком.
 Андриано написал «Take Lots with Alcohol», «Another Innocent Girl», «I’m Dying Tomorrow» и «Crawl», а остальные песни были написаны Скибой.
В открывающем треке «Private Eye» прослеживается влияние гитарных партий Green Day и Blink-182. «Mr. Chainsaw» напоминает «Clavicle», трек с дебютного студийного альбома группы Goddamnit (1998 г.). «Stupid Kid» — это поп-панк-песня с отрывистым гитарным риффом. Это напомнило ранние работы Green Day, а следующий трек «Another Innocent Girl» напоминает песню «You’ve Got So Far to Go» с альбома Maybe I’ll Catch Fire. «You’re Dead» — более медленная песня, которая напоминает «San Francisco», ещё один трек с Goddamnit. Гитарную партию в «You’re Dead» сравнивали с «Fire Maple Song» (1993 г.) группы Everclear. «Armageddon» — это энергичный трек в стиле панк-рок. Вокал Андриано в заключительной песне «Crawl» сравнили с группой Smoking Popes.

## Выпуск

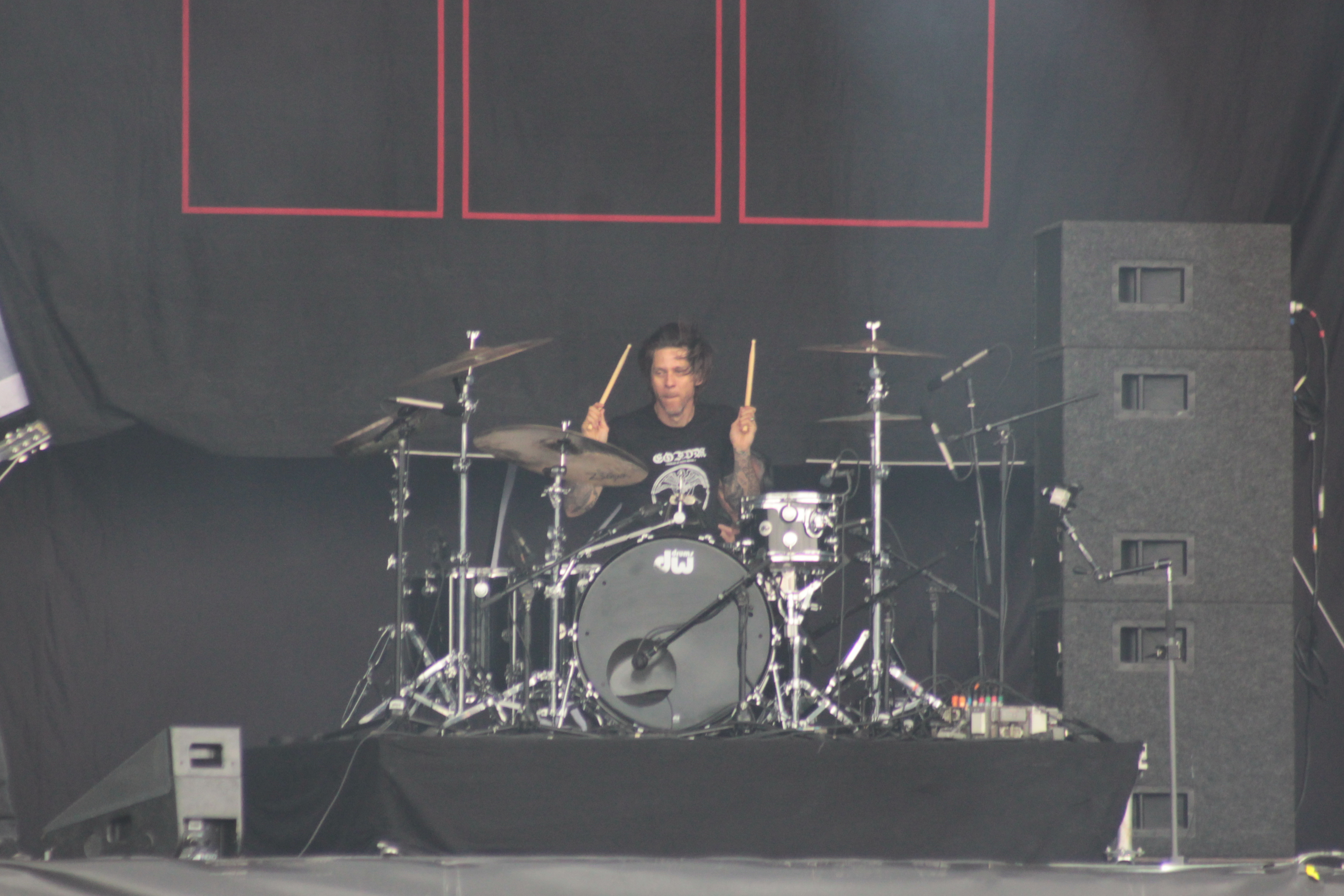
Когда Майк Фелумли покинул группу вскоре после выхода альбома, Атом Виллард отправился в турне и снялся в музыкальном клипе на песню «Private Eye», прежде чем Дерек Грант стал их новым постоянным барабанщиком.

Два бонус-трека из альбома, «Hell Yes» и «My Standard Break from Life», были выпущены на 7-дюймовом виниле лейблом Lookout! Records 13 марта 2001 года. Альбом From Here to Infirmary был выпущен 3 апреля 2001 года лейблом Vagrant Records. По словам Скибы, обложка альбома была сделана в «метал»-стиле. Изначально у них были другие идеи для обложки, однако в то время группа была на гастролях, и им пришлось передать свои идеи Vagrant. Когда они вернулись с гастролей, обложка оказалась не такой, как они хотели; срок сдачи работы был на неделю позже. Скиба, у которого по-прежнему не было идей для финальной обложки, попросил лейбл использовать фотографии группы: «Когда я увидел их, я сказал: „Уберите глаза“, и подумал: „Вот она, обложка“». Британская версия альбома, в которую в качестве бонус-треков вошли «My Standard Break from Life» и «Hell Yes», была выпущена совместно с B-Unique Records и Vagrant.
2 июля 2001 года Фелумли опубликовал на форуме группы объявление о своём уходе, заявив, что Скиба «больше не хочет гастролировать со мной». На следующий день менеджер группы опубликовал на форуме сообщение, в котором объяснил, что Скиба планировал заменить Фелумли после окончания их предыдущего тура. Скиба и Фелумли не ладили: Скиба хотел гастролировать круглый год, но Фелумли не хотел, так как заботился о своей семье. Участник Face to Face Пит Парада вместе с Атомом Виллардом из Rocket from the Crypt впоследствии заняли место Фелумли. Alkaline Trio знали Параду по выступлениям с Face to Face; Скиба восхищался Rocket from the Crypt и находился под влиянием Вилларда. Вскоре после этого Фелумли вместе с участниками Smoking Popes сформировал группу Duvall. 8 июля 2001 года на сайте группы было опубликовано музыкальное видео на песню «Stupid Kid». Режиссёром видео стала Морин Иган, сестра владельца Vagrant Рича Игана.
После этого Дерек Грант, ранее игравший в The Suicide Machines, присоединился к группе в качестве постоянного участника вместо Фелумли. Андриано познакомился с Грантом, когда его бывшая группа Slapstick отправилась в тур с The Suicide Machines. Грант, временно заменивший Джоша Фриза в The Vandals, услышал, что Alkaline Trio ищут постоянного участника. 15 ноября 2001 года «Private Eye» был выпущен как сингл. На компакт-диске были выпущены две версии: одна с полной версией и ремиксом «Private Eye», а также видеоклипом «Stupid Kid», а в другой был ремикс «Private Eye» и концертные версии «Mr. Chainsaw» и «Cringe». 25 марта 2002 года «Stupid Kid» был выпущен как сингл. На компакт-диске были выпущены две версии: одна с кавер-версией песни «Metro» группы Berlin, а также музыкальным клипом «Private Eye», а в другой были представлены концертные версии песен «She Took Him to the Lake» и «You’ve Go So Far to Go».

## Продвижение
В апреле 2001 года Alkaline Trio отыграли серию концертов, что привело к тому, что в следующем месяце они выступили на разогреве у Blink-182. С конца мая до конца июня они гастролировали по стране. Группа гастролировала по Среднему Западу до конца июля, где они выступили на шести концертах в рамках тура Vagrant America и на Krazy Fest 4 в Луисвилле, штат Кентукки. Примерно в это же время у группы не было копий альбома для продажи из-за судебного разбирательства, которое Vagrant вели со своим дистрибьютором. В августе и начале сентября группа выступила в рамках тура Plea for Peace/Take Action вместе с Thrice, Hot Water Music и Cave In. В конце сентября Скиба отправился в акустический тур. Alkaline Trio должны были быть на разогреве Blink-182 в их европейском турне по стадионам; в итоге турне было отменено, и группа провела время дома.
После нескольких концертов в континентальной Европе в ноябре 2001 года группа отправилась в свой первый тур по Великобритании, который продлился до декабря. На концертах в Великобритании их поддерживали Crackout. После возвращения в США они отыграли несколько праздничных концертов с The Get Up Kids до Рождества. В январе 2002 года группа отправилась во второе турне по Великобритании, а в следующем месяце отыграла несколько концертов на западном побережье США в поддержку The Bouncing Souls. В марте 2002 года они в третий раз совершили турне по Великобритании при поддержке Face to Face и Saves the Day. В апреле, во время своего выступления на фестивале Skate & Surf, Alkaline Trio отыграли несколько концертов. В период с июня по август группа отправилась в Warped Tour в 2002-м. Группа планировала выступить на фестивале в Рединге в Великобритании, но отказалась от участия незадолго до его начала. Они завершили год двумя концертами в своём родном городе Чикаго, штат Иллинойс.

## Отзывы критиков
| Оценки критиков  | Оценки критиков |
| Источник         | Оценка          |
| ---------------- | --------------- |
| AbsolutePunk     | положительно    |
| AllMusic         | [ 16 ]          |
| Exclaim!         | положительно    |
| The Morning Call | положительно    |
| NME              | [ 22 ]          |
| Ox-Fanzine       | положительно    |
| Pitchfork        | 6.5/10          |
| Punknews.org     | [ 21 ]          |
| Rolling Stone    | [ 56 ]          |
| Tiny Mix Tapes   | [ 14 ]          |

Реакция критиков на альбом была неоднозначной. Ари Визнитцер из AllMusic назвал его провальным для группы и «определённо низкой точкой в каталоге Alkaline Trio», раскритиковав его «более лёгкое, мейнстримовое звучание», которое «на самом деле не дополняет сквернословие Мэтта Скибы и Дэна Андриано, а также их более раннее агрессивное звучание. К разочарованию добавляется то, что это первый релиз Alkaline Trio, в котором есть наполнители, так как многие песни кажутся наспех написанными (и, вероятно, так оно и было, поскольку группа была такой плодовитой)». Мэтт Хендриксон из Rolling Stone больше похвалил качества альбома, отметив что группа «исполняет запоминающийся панк-поп с острыми локтями и ироничным чувством юмора» и что «то, что спасает их от падения в канаву, — это несколько лёгких хуков и истеричные тексты Скибы».
Джон Дарк из Pitchfork Media отметил: «В музыке Alkaline Trio есть немало такого, чего нет. В ней нет вызова, амбиций или дальновидности. В ней нет ни ума, ни самосознания. Это даже не очень искусно. Но то, что это есть, вкусно. Чистый музыкальный джанк-фуд: быстрый, жирный и рассчитанный на широкий круг». Он раскритиковал часть музыки как «немного слишком производную для среднестатистического рок-сноба», но похвалил лиризм группы и умение оборачивать фразы, хотя и отметил, что они иногда «возвращают вас к реальности тупыми движениями, например, излагают слушателю очень-очень тонко замаскированную метафору в одной песне („Mr. Chainsaw“)». В конечном счёте, однако, он пришёл к выводу: «несмотря на все свои недостатки, From Here to Infirmary остаётся не более чем просто тем, что есть: мелодичное, потребляемое и приносящее чувство вины».

### Награждения
NME включил альбом в список «20 поп-панк-альбомов, которые вызовут у вас ностальгию». На сайте Cleveland.com песня «Stupid Kid» заняла 35-е место в списке 100 лучших песен в жанре поп-панк. Alternative Press поместила «Stupid Kid» на 28-е место в своём списке 100 лучших синглов 2000-х годов.

## Список композиций
Все тексты написаны Мэттом Скибой (за исключением отмеченных), вся музыка написана группой Alkaline Trio.
| №                   | Название                 | Текст песни         | Длительность |
| ------------------- | ------------------------ | ------------------- | ------------ |
| 1.                  | «Private Eye»            |                     | 3:30         |
| 2.                  | «Mr. Chainsaw»           |                     | 3:05         |
| 3.                  | «Take Lots with Alcohol» | Дэн Андриано        | 3:13         |
| 4.                  | «Stupid Kid»             |                     | 2:23         |
| 5.                  | «Another Innocent Girl»  | Дэн Андриано        | 3:37         |
| 6.                  | «Steamer Trunk»          |                     | 2:49         |
| 7.                  | «You're Dead»            |                     | 3:50         |
| 8.                  | «Armageddon»             |                     | 2:49         |
| 9.                  | «I'm Dying Tomorrow»     | Дэн Андриано        | 2:20         |
| 10.                 | «Bloodied Up»            |                     | 2:51         |
| 11.                 | «Trucks and Trains»      |                     | 3:16         |
| 12.                 | «Crawl»                  | Дэн Андриано        | 4:25         |
| Общая длительность: | Общая длительность:      | Общая длительность: | 38:15        |

| №                   | Название            | Длительность |
| ------------------- | ------------------- | ------------ |
| 13.                 | «Standard Break»    | 2:54         |
| 14.                 | «Hell Yes»          | 3:50         |
| Общая длительность: | Общая длительность: | 44:59        |

## Участники записи[12]
| Alkaline Trio - Мэтт Скиба — вокал (во всех песнях, кроме «Take Lots with Alcohol», «Another Innocent Girl», «I’m Dying Tomorrow» и «Crawl»), гитара - Дэн Андриано — вокал (в песнях «Take Lots with Alcohol», «Another Innocent Girl», «I’m Dying Tomorrow» и «Crawl»), бас-гитара, пианино - Майк Фелумли — ударные Производственный персонал - Мэтт Эллисон — продюсер - группа Alkaline Trio — продюсеры, оформление обложки - Нил Вейр — ассистент продюсера - Джерри Финн — сведение - Лоран Бишара — ассистент по сведению | Художественное оформление - Джоби Дж. Форд — оформление обложки - Мэтт Скиба — оформление обложки - Хизер Ханнура — оформление обложки - MaximumMac Studios — графическое оформление - Джим Ньюберри — фотография группы |

## Чарты
| Чарт                             | Позиция в чартах |
| -------------------------------- | ---------------- |
| США (Billboard 200)              | 199              |
| США (Independent Albums)         | 9                |
| Великобритания (UK Albums Chart) | 95               |

| 2001 | «Private Eye» | 53 | 50 | 10 |
| 2002 | «Stupid Kid»  | 49 | 53 | 6  |